# Serra de les Ferreres (Alcanó)
|  | Aquest article tracta sobre la Serra de les Ferreres d'Alcanó. Vegeu-ne altres significats a «Serra de les Ferreres (Gavà)». |

La Serra de les Ferreres és una serra situada al municipi d'Alcanó a la comarca del Segrià, amb una elevació màxima de 275,7 metres.